# New Shoreham, Rhode Island

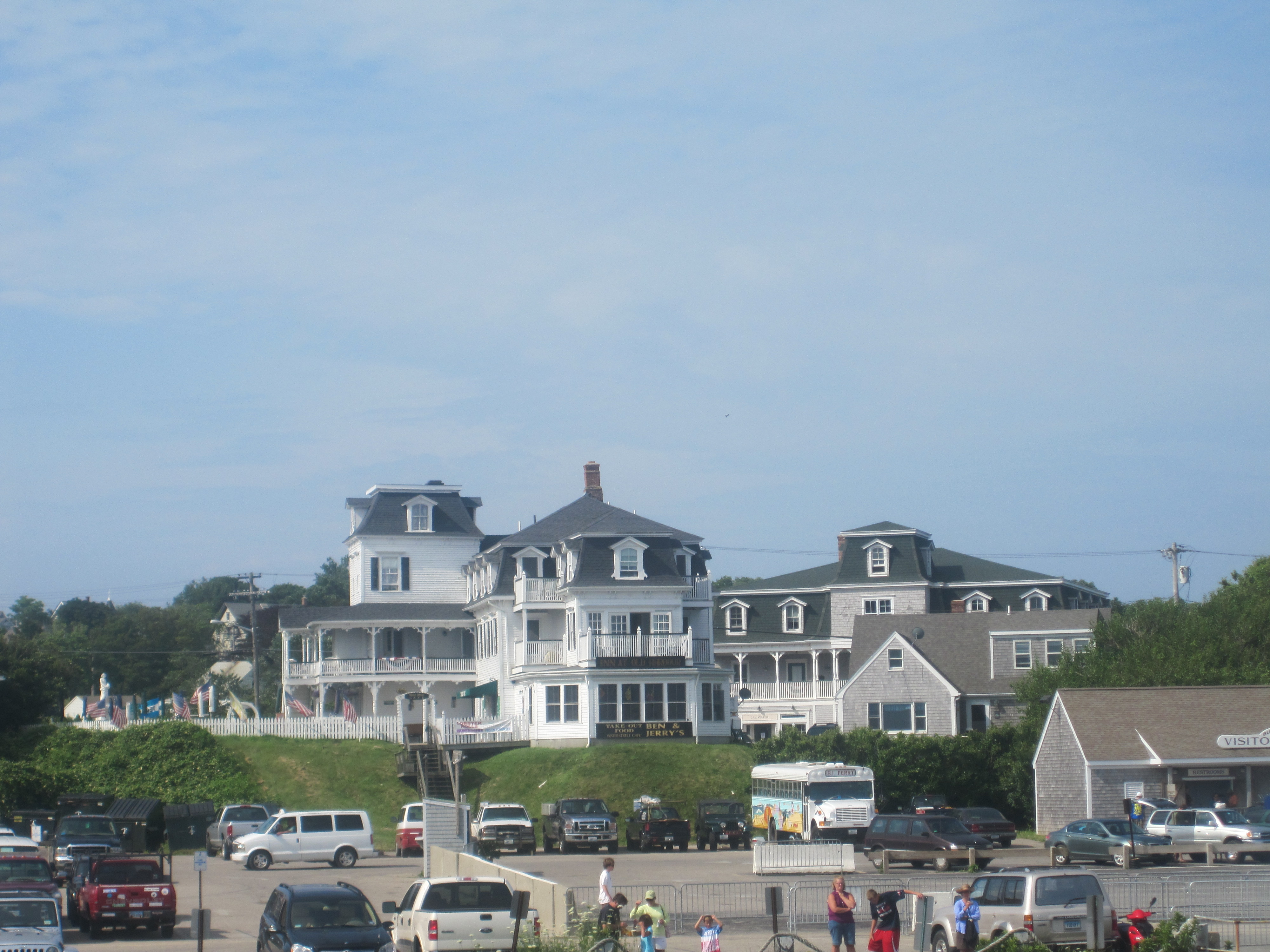
Block Island, New Shoreham.

New Shoreham är en kommun (town) i Washington County i delstaten Rhode Island, USA med cirka 1 010 invånare (2000). Den har enligt United States Census Bureau en area på 283,6 km².